# Clistopyga
Clistopyga är ett släkte av steklar som beskrevs av Johann Ludwig Christian Gravenhorst 1829. Clistopyga ingår i familjen brokparasitsteklar.
Clistopyga-steklarna parasiterar åtminstone på hoppspindlar. Åtminstone en finsk art använder gadden till att tova ihop ingången till hoppspindelns bo av spindelnät, efter att ha paralyserat spindeln med sin gadd och lagt ett ägg invid spindeln.

## Dottertaxa tillClistopyga, i alfabetisk ordning[1][2]
- Clistopyga africana
- Clistopyga alutaria
- Clistopyga arctica
- Clistopyga atrata
- Clistopyga calixtoi
- Clistopyga canadensis
- Clistopyga caramba[4]
- Clistopyga carvajali
- Clistopyga chaconi
- Clistopyga diazi
- Clistopyga eldae
- Clistopyga emphera
- Clistopyga fernandezi
- Clistopyga henryi
- Clistopyga incitator
- Clistopyga jakobii
- Clistopyga laevis
- Clistopyga latifrontalis
- Clistopyga linearis
- Clistopyga lopezrichinii
- Clistopyga maculifrons
- Clistopyga manni
- Clistopyga moraviae
- Clistopyga nagatomii
- Clistopyga nigrifrons
- Clistopyga plana
- Clistopyga recurva
- Clistopyga rufator
- Clistopyga rugulosa
- Clistopyga sauberi
- Clistopyga stanfordi
- Clistopyga sziladyi